# Nikola Vasojević
Nikola Vasojević (ur. 5 lutego 1986) – serbski koszykarz, wuystępujący na pozycji rozgrywającego.

## Przebieg kariery
- 2003 – 2004 – KK Radnički Kragujevac
- 2004 – 2007 – KK Konstantin
- 2007 – 2008 – KK Zdravlje Actavis
- 2008 – 2009 – BCM Elba Timișoara
- 2009 – 2010 – KK Radnički Kragujevac
- 2010 – 2011 – KK Borac Čačak
- 2011 – 2012 – PVSK Pannonpower Pecs
- 2012 – 2013 – Rosa Radom
- od 2013 - Anwil Włocławek